# Lethrus scoparius
Lethrus scoparius is een keversoort uit de familie mesttorren (Geotrupidae). De wetenschappelijke naam van de soort werd in 1821 gepubliceerd door Johann Gotthelf Fischer von Waldheim.